# مقاطعة آدن يبال
مقاطعة آدن يبال هي مقاطعة في جنوب شرق محافظة شبيلي الوسطى في الصومال، أنشئت عام 1942.

## روابط خارجية
- مقاطعات الصومال
- الخريطة الإدارية لمقاطعة آدم يبال